# 平坝区
平坝区位于贵州省中部，隶属于安顺市。全县面积999平方公里。县城面积17.5平方公里。2014年12月国务院正式批准撤销平坝县设立安顺市平坝区。
中共中央政治局原常委、全国人大常委会原委员长吴邦国于1941年出生于此地。

## 历史
- 春秋，属牂牁古国。
- 战国，属大夜郎国至夜郎邑。
- 秦，属象郡所辖夜郎县。
- 汉，属牂牁郡所辖夜郎县。
- 西晋，改属牂牁并渠县。东晋时，属夜郎郡之广谈县。
- 南齐，牂牁郡改称南牂牁郡，夜郎郡所领不变。
- 隋，属牂牁郡宾化县。
- 唐，辖区分割更迭较大，东南部属琰州应江，大部分地区又属清州，西南部曾属罗氏鬼国和罗甸国。
- 宋，属绍庆府普里部。
- 元初，属普定路及普定府、宣慰司、金筑府。
- 明，平坝地方政权始逐步建立。隶于贵州都司，下辖5个千户所，设指挥使1名，为军政合一建置。
- 清，设县，名安平县，隶于贵西道安顺府。
- 民国，安平县改名为平坝县，隶属贵州都督府安顺府黔西道（又称贵西道）。民国十二年至三十五年（1923～1946年），先后隶属于贵州省第二、第三行政督察区及直属省辖
- 中华人民共和国成立1949年，隶属贵州省安顺专区，辖人民政府驻安平镇（今城关镇）。
- 2014年12月，国务院批准撤销平坝县设立安顺市平坝区[2]。

## 行政区划
平坝区下辖2个街道办事处、7个镇、2个民族乡：
鼓楼街道、安平街道、白云镇、天龙镇、高峰镇、夏云镇、乐平镇、齐伯镇、马场镇、十字回族苗族乡和羊昌布依族苗族乡。
- 2000年，辖2街道办事处7镇2乡
- 2003年，辖8镇、2乡（个民族乡）
- 2014年，撤销城关镇设2街道办，共辖2街道办事处，7镇，2民族乡。

## 交通状况

### 航空
- 贵阳龙洞堡国际机场，距平坝区48公里。
- 安顺黄果树机场，距平坝区38公里。

### 铁路
- 沪昆铁路，株六铁路。
- 沪昆高铁

### 公路
- 国道：滇黔公路（ 320国道）
- 高速：贵黄高速公路、清黄高速公路、 沪昆高速、 厦蓉高速
- 省道： 102省道

## 旅游资源
- 贵安樱花园：位于平坝农场，有70万株樱花。
- 天龙屯堡古镇：中国境内现存完好保持明朝汉装的老汉族居住地。
- 红枫湖南湖
- 珍珠泉